# آبدیفه (لرستان)
ابدیفه، روستایی از توابع بخش مرکزی شهرستان خرم‌آباد در استان لرستان ایران است. از بزرگان این روستا، مرحوم حاج علی رضائی ،مرحوم علی پناه جعفری، مرحوم صید جعفری، مرحوم ساکی شاکری، روح الدین بشیری، مرحوم علی راست محمدی، احمدشاه غلامی می‌توان نام داد.

## جمعیت
این روستا در دهستان کاکاشرف قرار دارد و براساس سرشماری مرکز آمار ایران در سال ۱۳۹۵، جمعیت آن ۲۹ نفر (۸خانوار) بوده‌است.